# Joe Fowler
Pour les articles homonymes, voir Fowler.
Joseph "Joe" Fowler (9 janvier 1894-6 décembre 1993) était un ancien amiral de la marine américaine qui s'est reconverti dans la gestion de projet de grande envergure.
En 1954, il a été était engagé par Walt Disney pour superviser la construction en 10 mois de son parc Disneyland en Californie
Il a aussi participé à la construction du complexe de Walt Disney World Resort en Floride avant de prendre sa retraite en 1972.
L'anse des Rivers of America de Disneyland où sont réparés les bateaux naviguant autour de Tom Sawyer Island a été nommée officiellement Fowler's Harbor.
En son honneur l'un des bateaux à aubes du Magic Kingdom a été nommé Admiral Joe Fowler Riverboat et navigué sur les Rivers of America jusqu'à son arrêt en 1980. Une rumeur rapportée sur le site Walt Dated World indique que l'arrêt brutal après moins de 10 ans de service serait dû à un accident survenu alors que le navire était en cale sèche à la suite de soucis mécaniques. La grue de chantier aurait lâché le navire dont la coque se serait brisée sous le choc. Le navire a ensuite été mis dans le cimetière au nord-est du parc et brûlé quelques années plus tard.
Il a été nommé Disney Legends en 1990.